# Список кардиналов, возведённых папой римским Иоанном XVIII

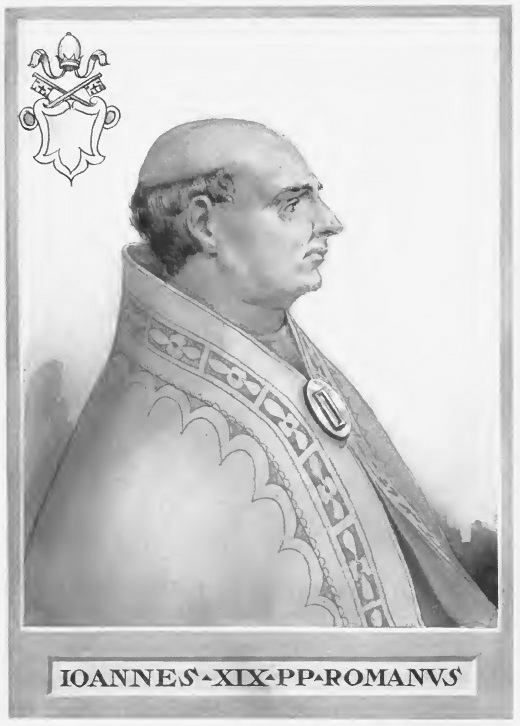
Папа Иоанном XVIII

Кардиналы, возведённые Папой римским Иоанном XVIII — 2 прелата были возведены в сан кардинала на двух Консистории за пяти с половинный понтификат Иоанна XVIII.

## Консистория от 1004 года
- Пьетро Мартино Боккадипорко (кардинал-епископ Альбано).[1]

## Консистория от 1005 года
- Тиберий (кардинал-епископ Остии).